# علم كندا
العلم الوطني لكندا، يعرف أيضا بورقة الإسفندان، هو علم أحمر في منتصفه مربع أبيض بها ورقة حمراء من نبات الإسفندان ذات 11 زاوية.
اتخذ العلم في 15 فبراير - شباط عام 1965 ليحل محل الشارة الحمراء الكندية ذات العلم المتحد.

الشارة الحمراء الكندية وبها العلم المتحد العلم السابق لكندا وبه درع وسام النبالة لكندا .محمد علي محمد صادق دمشق سقبا سوريا جنسية ذكر